# Прёмель, Гриша
Гриша Прёмель (нем. Grischa Prömel; род. 9 января 1995, Штутгарт) — немецкий футболист, полузащитник клуба «Хоффенхайм». Участник Олимпийских игр 2016 года в Рио-де-Жанейро.

## Клубная карьера
Прёмель — воспитанник клубов «Штутгартер Кикерс» и «Хоффенхайм». В 2014 году он начал выступать за дублирующую команду последних. Летом 2015 года Гриша в поисках игровой практики покинул команду и подписал соглашение с «Карлсруэ». 14 августа в матче против «Франкфурта» он дебютировал во Второй Бундеслиге. 24 октября в поединке против «Кайзерслаутерна» Прёмель забил свой первый гол за «Карслруэ».
21 февраля 2022 года подписал контракт с клубом «Унион».

## Международная карьера
В 2015 году в составе молодёжной сборной Германии Прёмель принял участие в молодёжном чемпионате мира в Новой Зеландии. На турнире он сыграл в матчах против команд Фиджи, Узбекистана, Гондураса, Нигерии и Мали.
В 2016 году в составе олимпийской сборной Германии Гриша стал серебряным призёром Олимпийских игр в Рио-де-Жанейро. На турнире он сыграл в матчах против команд Фиджи, Португалии, Нигерии и Бразилии.

## Достижения
Германия (до 23)
- Олимпийские игры — 2016